# فرانیو کوکولیویچ
 فرانیو کوکولیویچ (صربی: Фрањо Кукуљевић؛ ۷ اکتبر ۱۹۰۹ – ۸ نوامبر ۲۰۰۲) یک تنیس‌باز اهل کرواسی بود.